# کریس آکینو
کریس آکینو (انگلیسی: Kris Aquino؛ زادهٔ ۱۴ فوریهٔ ۱۹۷۱) مجری تلویزیون، هنرپیشه و بازیگر سینما اهل فیلیپین است. وی از سال ۱۹۸۶ میلادی تاکنون مشغول فعالیت بوده‌است.